# Volvo D5-motor

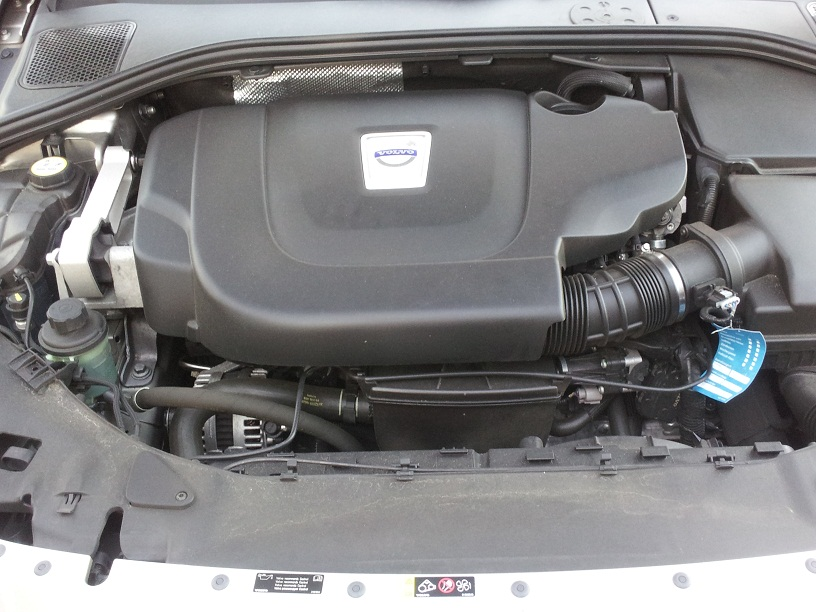
Bovenaanzicht van D5-motor (D5204T2)

De Volvo D5-motor is een vijfcilinder dieselmotor ontwikkeld door Volvo voor personenwagens en voor de maritieme industrie. Inmiddels zijn er vier generaties van de D5-motor.

## Eerste generatie
De eerste generatie werd geïntroduceerd in 2001. Hij bestond uit een aluminium blok met 20 kleppen met twee bovenliggende nokkenassen en een cilinderinhoud van 2,4 liter. In alle modellen behalve de laatste wordt een VGT turbolader, type VNT (Variable Nozzle Turbine) gebruikt. De motor heeft een common-rail directe injectie.

## Tweede generatie
De tweede generatie werd in 2005 geïntroduceerd en had onder andere een iets kleinere slag en een lagere compressie, een watergekoelde VNT turbolader met een grotere compressor en een servomotor om de schoepen in te stellen en een nieuwe generatie common-rail inspuiting met verbeterde injectoren.

## Derde generatie
De derde generatie uit 2009 had een nog lagere compressieverhouding een tweetraps turbosysteem (D5244T10), aangepaste in- en uitlaat en weer een nieuwe generatie common-rail inspuiting met een hogere druk en piëzo-elektrische injectoren. Van deze motor werd ook de 2,0-Liter 5-cilinder dieselmotor afgeleid. Deze 2,0-Liter motor debuteerde in 2010 als de 'D3' in de Volvo S60 en V60. Hij heeft aangepaste piëzo-elektrische injectoren en er is een turbo met variabele geometrie toegepast.

## Vierde generatie
De vierde generatie D5-motor is leverbaar sinds 2012 en levert dankzij een serie kleine aanpassingen hogere prestaties, terwijl het brandstofverbruik met 8 procent werd verlaagd. Hij wordt aangeboden in de Volvo V70, Volvo XC70 en de Volvo S80. Het maximale vermogen stijgt van 151 kW (205 pk) naar 158 kW (215 pk) en het koppel van 420 Nm naar 440 Nm. Het vermogen en de trekkracht van de 2,0-liter 'D3' blijven gelijk, maar deze loopt wat soepeler door aanpassingen van de turbolader en hij is iets zuiniger geworden.
Overzicht technische aanpassingen:
- De punten waarop de 2,4-liter en 2,0-liter motoren zijn aangepast:
- De nokkenassen en klepstoters hebben nu een lager gewicht.
- De zuigerveren hebben een lagere wrijvingsweerstand.
- De 2,4-liter heeft nu dezelfde lichtere drijfstangen als de 2,0-liter motor.
- Een door ketting aangedreven oliepomp.
- De kleppen voor de oliekoeling van de zuigers openen alleen als dat nodig is. Hierdoor daalt het verbruik.
- De vacuümpomp werd geoptimaliseerd.

Voor het modeljaar 2013 komt Volvo met een nieuwe dieselmotor, afgeleid van de 2,0-liter vijfcilinder 163pk 'D3'. Deze levert 136 pk en 350 Nm koppel.

## Naamgeving
Alle motoren uit deze familie hebben een typenummer dat begint met D5, zoals te zien is in onderstaande tabel. De 5 in het motoridentificatienummer staat voor 5-cilinder.
De D5-motor heeft verschillende marketingnamen, zoals 'D5' en 'D3', die achter op de auto's staan. Niet alle D5-motoren heten D3 of D5. Dit hangt af van het exacte type en van het model auto waarin hij is gebouwd. In de eerste generatie S60 werd de D5244T 'D5' genoemd, maar de D5244T5 '2.4D', omdat hij een via software gedetunede versie van de 'D5' was.
Volvo paste vanaf modeljaar 2013 de naamgeving van z'n dieselmotoren aan. De nieuwe D3 136pk, die in 2013 werd geïntroduceerd, sluit aan bij de 115 pk sterke D2 4-cilinder, de 163 pk sterke 'D3' diesel gaat 'D4' heten en de topmotorisering blijft de 'D5' met 215 pk.
De D-nummers staan nu voor vermogenscategorieën, in plaats van specifieke motoren:
- D2: 115 - 134pk (4-cilinder, geen D5-motor)
- D3: 135 - 164pk (5-cilinder)
- D4: 165 - 199pk (5-cilinder, hier valt evengoed de 163pk versie in)
- D5: 200 - 249pk (5-cilinder)
- D6: 250 - 299pk (5-cilinder)

## Technische gegevens

### 1e & 2e generatie
|                      | D5244T                      | D5244T2                     | D5244T4                     | D5244T5                     | D5244T7                     | D5244T8                     | D5244T13                    | D5244T18                    |
| -------------------- | --------------------------- | --------------------------- | --------------------------- | --------------------------- | --------------------------- | --------------------------- | --------------------------- | --------------------------- |
| Maximaal vermogen    | 163 pk /4000 rpm            | 130 pk /4000 rpm            | 185 pk /4000 rpm            | 163 pk /4000 rpm            | 126 pk /4000 rpm            | 180 pk /4000 rpm            | 180 pk /4000 rpm            | 200 pk /3900 rpm            |
| Maximaal koppel      | 340 Nm /1750-2750 rpm       | 280 Nm /1750-3000 rpm       | 400 Nm /2000-2750 rpm       | 340 Nm /1750-2250 rpm       | 300 Nm /1750-2750 rpm       | 350 Nm /1750-3250 rpm       | 400 Nm /2000-2750 rpm       | 420 Nm /1900-2800 rpm       |
| Maximaal toerental   | 4600 rpm                    | 4600 rpm                    | 5000 rpm                    | 5000 rpm                    | 5000 rpm                    | 5000 rpm                    | 5000 rpm                    | 5000 rpm                    |
| Boring               | 81 mm                       | 81 mm                       | 81 mm                       | 81 mm                       | 81 mm                       | 81 mm                       | 81 mm                       | 81 mm                       |
| Slag                 | 93.2 mm                     | 93.2 mm                     | 93.15 mm                    | 93.15 mm                    | 93.15 mm                    | 93.15 mm                    | 93.15 mm                    | 93.15 mm                    |
| Cilinderinhoud       | 2401 cc                     | 2401 cc                     | 2400 cc                     | 2400 cc                     | 2400 cc                     | 2400 cc                     | 2400 cc                     | 2400 cc                     |
| Compressieverhouding | 18:1                        | 18:1                        | 17.3:1                      | 17.3:1                      | 17.3:1                      | 17.3:1                      | 17.3:1                      | 17.3:1                      |
| Turbolader           | VNT                         | VNT                         | VNT                         | VNT                         | VNT                         | VNT                         | VNT                         | VNT                         |
| Common-rail          | Tweede generatie (1600 bar) | Tweede generatie (1600 bar) | Tweede generatie (1600 bar) | Tweede generatie (1600 bar) | Tweede generatie (1600 bar) | Tweede generatie (1600 bar) | Tweede generatie (1600 bar) | Tweede generatie (1600 bar) |

### 3e generatie
|                      | D5244T10                   | D5244T11                   | D5244T14                   | D5244T15                   | D5244T16                   |
| -------------------- | -------------------------- | -------------------------- | -------------------------- | -------------------------- | -------------------------- |
| Maximaal vermogen    | 205 pk /4000 rpm           | 215 pk /4000 rpm           | 175 pk /3000-4000 rpm      | 215 pk /4000 rpm           | 163 pk /4000 rpm           |
| Maximaal koppel      | 420 Nm /1500-3250 rpm      | 420 Nm /1500-3250 rpm      | 420 Nm /1500-2750 rpm      | 440 Nm /1500-3000 rpm      | 420 Nm /1500-2500 rpm      |
| Maximaal toerental   | 5200 rpm                   | 5200 rpm                   | 5000 rpm                   | 5200 rpm                   | 5000 rpm                   |
| Boring               | 81 mm                      | 81 mm                      | 81 mm                      | 81 mm                      | 81 mm                      |
| Slag                 | 93.15 mm                   | 93.15 mm                   | 93.15 mm                   | 93.15 mm                   | 93.15 mm                   |
| Cilinderinhoud       | 2400 cc                    | 2400 cc                    | 2400 cc                    | 2400 cc                    | 2400 cc                    |
| Compressieverhouding | 16.5:1                     | 16.5:1                     | 16.5:1                     | 16.5:1                     | 16.5:1                     |
| Turbolader           | tweetraps turbo            | tweetraps turbo            | VNT                        | tweetraps turbo            | tweetraps turbo            |
| Common-rail          | Derde generatie (1800 bar) | Derde generatie (1800 bar) | Derde generatie (1800 bar) | Derde generatie (1800 bar) | Derde generatie (1800 bar) |

### 4e generatie
|                      | D5204T2                    | D5204T3                    | D5204T5                    | D5204T                     |
| -------------------- | -------------------------- | -------------------------- | -------------------------- | -------------------------- |
| Maximaal vermogen    | 163 pk /2900 rpm           | 163 pk /3500 rpm           | 150 pk /3500 rpm           | 177 pk /3500 rpm           |
| Maximaal koppel      | 400 Nm /1400-2850 rpm      | 400 Nm /1500-2750 rpm      | 350 Nm /1500-2750 rpm      | 400 Nm /1750-2750 rpm      |
| Maximaal toerental   | 4400 rpm                   |                            | 5000 rpm                   | 5000 rpm                   |
| Boring               | 81 mm                      | 81 mm                      | 81 mm                      | 81 mm                      |
| Slag                 | 77 mm                      | 77 mm                      | 77 mm                      | 77 mm                      |
| Cilinderinhoud       | 1984 cc                    | 1984 cc                    | 1984 cc                    | 1984 cc                    |
| Compressieverhouding | 16.5:1                     | 16.5:1                     | 16.5:1                     | 16.5:1                     |
| Turbolader           | VNT                        | VNT                        | VNT                        | VNT                        |
| Common-rail          | Derde generatie (1800 bar) | Derde generatie (1800 bar) | Derde generatie (1800 bar) | Derde generatie (1800 bar) |